# Ruapehu
Ruapehu este cel mai înalt vulcan în Noua Zeelandă fiind și cel mai înalt punct de pe Insula de Nord. Vulcanul are altitudinea de 2.797 m deasupra n.m. și este situat pe un platou central în Parcul Național Tongariro. Pe versanții lui sunt șapte ghețari mai mici, în crater s-a acumulat apa unui lac, care în martie 2007 s-a revărsat sub forma unei avalanșe noroioase.

## Activitate
Ruapehu este în apropiere de doi vulcani activi Ngauruhoe, și Tongariro care se află de asemenea pe teritoriul parcului național. Stricăciunile cele mai mari ale avalanșei de noroi a avut loc la data de 24 decembrie 1953, când s-a prăbușit un pod de cale ferată în timp ce era traversat de un tren. Incidentul a produs moartea a 151 de oameni. Erupții mai puternice au avut loc în anii 1895, 1945, 1969, 1971, 1975, 1988, în septembrie 1995 și în iunie 1996. Cu toate că erupțiile au avut loc într-o regiune cu populație densă, n-a fost nimeni rănit. Ultima erupție a avut loc la 25 septembrie 2007, când în mod neașteptat a pornit erupția vulcanului care a durat șapte minute. Norul de fum al vulcanului se spune că a atins 5000 de m înălțime, locurile de schi au trebuit să fie evacuate urgent. Un drumeț a fost rănit grav de o piatră care prin cădere a străpuns acoperișul unei colibe. La data de 18 martie 2007 au început să cadă ploi torențiale în regiunea craterului, care au pornit o cantitate mare de grohotiș și avalanșe de noroi care au inundat valea. Masa de noroi cu apă pornită de pe munte a atins valuri cu o înălțime de 4 m, acestea au rupt arborii aflați în cale. Apele care au sosit în valea râului Whangaehu  de la o înălțime de peste 2.500 de m, au inundat valea  în care se afla satul Tangiwai. Autoritățile locale au oprit în prealabil circulația rutieră și feroviară. Monumentul morților de la erupția anului 1953 a fost avariată, în schimb la erupția actuală n-a fost semnalat nici un accident mortal.